# Witvoetboomrat
De witvoetboomrat (Conilurus albipes) is een uitgestorven knaagdier uit het geslacht Conilurus dat voorkwam in Australië. Zijn verspreidingsgebied reikte van de Darling Downs in Zuidoost-Queensland tot het uiterste zuidoosten van Zuid-Australië. In 1862 is dit dier voor het laatst gezien. Zijn habitat bestond uit met eucalyptussen bedekt woodland.
De rug is grijsbruin, de onderkant wit. De staart is van boven donkerbruin en van onder wit, met een zwarte pluim. De witvoetboomrat was groter dan de andere soort van het geslacht, C. penicillatus. De kop was breed, met een korte bek en lange, smalle oren. De kop-romplengte bedraagt 230 tot 260 millimeter, de staartlengte 220 tot 240 millimeter, de achtervoetlengte 45 tot 55 millimeter, de oorlengte 25 tot 30 millimeter en het gewicht ongeveer tweehonderd gram. Vrouwtjes hebben 0+2=4 mammae.
Over het gedrag is weinig bekend. Het dier leefde een deel van de tijd in bomen; hij was 's nachts actief. Ze sliepen in holle bomen of in hutten van kolonisten. Soms waren ze een plaag in winkels die eten verkochten.
Witvoetboomrat (Conilurus albipes)† · Conilurus capricornensis† · Conilurus penicillatus